# Thiago Silva
Thiago Emiliano da Silva (* 22. září 1984, Rio de Janeiro, Brazílie), známý jako Thiago Silva, je brazilský profesionální fotbalista a bývalý reprezentant, od roku 2024 hrající za klub Fluminense FC. Nastupuje na postu středního obránce (stopera) a je považován za jednoho z nejlepších stoperů světa.
První roky své kariéry strávil v rodné Brazílii. V roce 2008 se přestěhoval do klubu AC Milán, s nímž vyhrál ligu a italský superpohár. V roce 2012 jej koupil francouzský klub Paris Saint-Germain. Zde vyhrál sedm mistrovských titulů, šest francouzských ligových pohárů, pět francouzských národních pohárů a sedm francouzských superpohárů. V sezóně 2019/20 si poprvé zahrál finále Ligy mistrů UEFA, odešel však z něho jako poražený finalista. Následně během první sezóny za Chelsea podruhé v řadě nastoupil ve finále Ligy mistrů a v tomto případě již trumfoval, ačkoliv finále kvůli zranění nedohrál.
S národním týmem se zúčastnil tří turnajů Mistrovství světa (2010, 2014 a 2018), tří turnajů Copa América (2011, 2015 a 2019 – zlato) a jednou na Konfederačním poháru (2013 – zlato). Také se zúčastnil dvou turnajů na Olympiádě (2008 – bronz a 2012 – stříbro).

## Klubová kariéra

### FC Porto
Thiago Silva zamířil do FC Porto roku 2004 a strávil zde jediný rok. Za A-mužstvo si nezahrál, působil pouze v rezervě, než odešel do ruského Dynama Moskva.

### Paris Saint-Germain

#### Sezóna 2012/13
V průběhu července roku 2012 posílil Silva francouzský celek Paris Saint-Germain (PSG), kde podepsal smlouvu na pět let. Ve 27 letech se stal druhým nejdražším přestupujícím obráncem po Riu Ferdinandovi, který v roce 2001 přestoupil z Leeds United do Manchesteru United. PSG za Silvu údajně AC Milán zaplatilo částku 42 milionů eur.
Za klub debutoval proti Dynamu Kyjev ve skupině Ligy mistrů UEFA 18. září a dokonce dal gól, čímž pomohl vyhrát úvodní utkání 4:1.
V den svých 28. narozenin 22. září si poprvé zahrál Ligue 1 a byl u výhry 4:0 nad korsickou Bastii.
V rámci derby nazývaného Le Classique, ve kterém se Pařížané střetli s Olympique Marseille, vstřelil dne 31. října svůj druhý gól v klubu (z penalty), čímž pomohl k výhře 2:0 a postupu do čtvrtfinále Ligového poháru Coupe de la Ligue.
V průběhu sezóny jej UEFA nominovala do Týmu roku pro rok 2012. Pro Silvu to bylo podruhé za sebou.
Po zimní přestávce nedohrál zápas 20. kola proti Ajacciu kvůli svalovému zranění, PSG doma dne 11. ledna 2013 remizovalo 0:0.
Chyběl deset zápasů, načež se vrátil pro domácí odvetu osmifinále Ligy mistrů. Proti Valencii 6. března hájili Pařížané venkovní výhru 2:1 a postoupili do domácí remíze 1:1.
Prvně v kariéře se stal hráčem měsíce v Ligue 1, a to za výkony v březnu 2013.
Ve čtvrtfinále Ligy mistrů 2. března Silva čelil hráčům Barcelony a v Paříži patřil mezi nejlepší na hřišti. Provedl čtyři klíčové zákroky a narušoval Messiho hru. První zápas skončil remízou 2:2.

#### Sezóna 2013/14

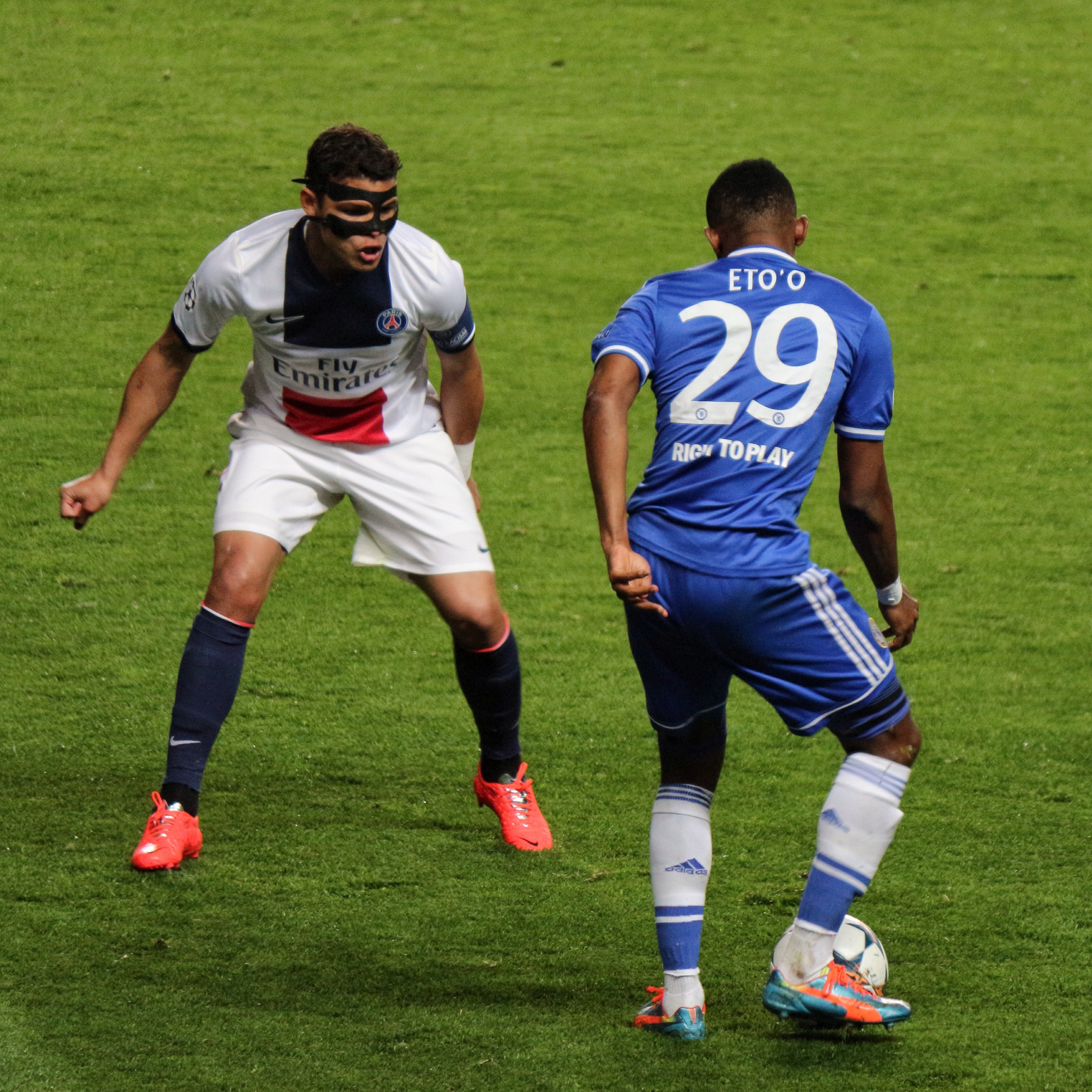
Thiago Silva proti Samuelu Eto'ovi z Chelsea v odvetě čtvrtfinále Ligy mistrů UEFA v dubnu 2014

Po výhře 2:1 nad Bordeaux 3. srpna 2013 zkraje sezóny slavili hráči PSG první trofej, a to francouzský superpohár Trophée des champions, kterou klub získal poprvé od roku 1998.
Proti vedoucímu Monaku 22. září (6. kolo) doma se po 20 minutách zranil, ještě předtím v 5. minutě ale vyslal centr Maxwellovi, který dalším centrem asistoval gólu Zlatana Ibrahimoviće. Soupeř ale uhrál remízu 1:1 díky gólu Radamela Falcaa.
Proti „paběrkujícímu“ Évianu 4. prosince (16. kolo) nedokázal Silva zabránit prohře 0:2. Tímto skončila pařížská série 36 zápasů bez porážky napříč všemi soutěžemi.
Kvůli zranění stihl odehrát jen dvě skupinová utkání v Lize mistrů, Pařížané však navzdory absenci Silvy do osmifinále postoupili. V průběhu sezóny jej UEFA nominovala do Týmu roku pro rok 2013. Pro Silvu to bylo potřetí za sebou.
První zápas osmifinále 18. února vyhrálo PSG na hřišti Bayeru Leverkusen 4:0, k čemuž Silva dopomohl dominantním výkonem v obraně vůči útočníkům soupeře.
Po výhře 2:1 v domácí odvetě postoupil Silva se spoluhráči dále. V prvním čtvrtfinálovém zápase Ligy mistrů hraném 2. dubna čelil Silva hvězdám Chelsea. Ve 27. minutě zavinil penaltu proměněnou Edenem Hazardem, když fauloval Oscara, přesto doma Pařížané nakonec 3:1 vyhráli.
Kromě zákroku na Oscara ale nechyboval.
V odvetě v Londýně šest dní na to nezabránil vyřazená po prohře 0:2, jeho výkony v obou zápasech ale anglická média zaregistrovala.
Dne 19. dubna podpořil finálovou výhru 2:1 proti Lyonu, čímž klub z Paříže do sbírky přidal svůj rekordní čtvrtý triumf v Ligovém poháru (Coupe de la Ligue) a přiblížil se zisku doublu v případě triumfu ligového.
Ačkoliv 7. května (36. kolo) prohrál Silva se spoluhráči doma proti Stade Rennais 1:2, remíza Monaka vyústila v pařížskou obhajobu.

#### Sezóna 2014/15
Zranění pravého stehenního svalu jej připravilo o začátek sezóny 2014/15. To si přivodil v přátelském utkání proti Neapoli, záhy však odehrál 8. srpna první ligový duel proti Stade de Reims (remíza 2:2) po boku nové posily, dalšího brazilského obránce Davida Luize. Následně chyběl do půlky října.
Návrat se konal 21. října ve třetím skupinovém utkání Ligy mistrů proti kyperskému APOELu, na jehož půdě PSG vyhrálo 1:0.
Ligový návrat byl dokonán v domácím utkání proti Bordeaux 25. října (11. kolo), ve kterém PSG vyhrálo 3:0 se Silvou znovu po boku Luize.
První soutěžní porážka celku z Paříže za sezónu přišla 10. prosince na stadionu Barcelony na Camp Nou po výsledku 1:3, to však na postupu do jarního osmifinále již neměnilo nic. Následně na hřišti Guingampu 14. prosince (18. kolo) byl Thiago Silva u první ligové porážky Pařížanů v sezóně po výsledku 0:1, která poodkryla nedostatky v defenzívě týmu.
Na jaře Silva pomohl postoupit přes Chelsea. V únorovém duelu Ligy mistrů na Parc des Princes uhrála Chelsea remízu 1:1, ovšem venku Pařížané neprohráli a březnová odveta též skončila nerozhodně 1:1 v základní hrací době, kde pařížské mužstvo dohrávalo v deseti. Po první pětiminutovce v prodloužení poslal domácí Chelsea opět do vedení Eden Hazard, jenž proměnil penaltu udělenou rozhodčím právě po ruce Thiaga Silvy. Brazilec vše odčinil ve 114. minutě gólem hlavou a protože další gól už nepadl, postoupili Pařížané díky pravidlu venkovních gólů.
Domácí čtvrtfinálový zápas v dubnu proti Barceloně zahájilo PSG vedením 1:0, po 20 minutách však kvůli zranění ztratilo stopera Silvu, kterého vystřídal David Luiz, v tu dobu právě po rekonvalescenci.
Bez Silvy otočil katalánský soupeř zápas k vlastnímu vítězství 3:1 a stvrdil jej domácím vítězstvím 2:0.
Ligová sezóna 2014/15 pro PSG opět skončila mistrovským triumfem, tentokráte však byla kampaň složitější a v zápasech Ligue 1 se Silvou v sestavě udrželo PSG čisté konto jen v 10 případech.

#### Sezóna 2015/16

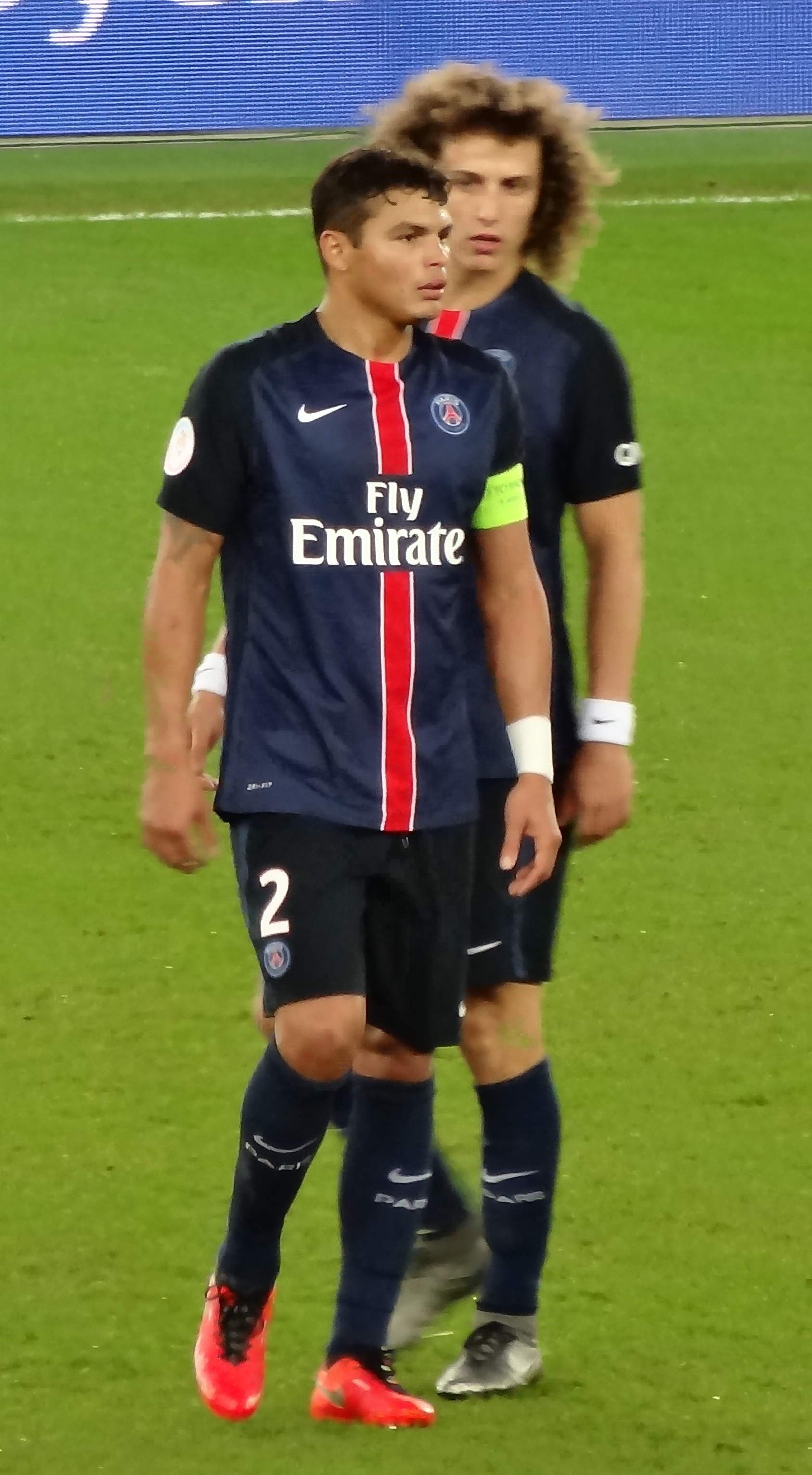
Thiago Silva v PSG nastupoval mimo jiné po boku svého krajana, obránce Davida Luize

Zkraje sezóny získal Silva první trofej nové sezóny, když 1. srpna 2015 pomohl zvítězit 2:0 v superpoháru Trophée des champions v kanadském Montréalu proti Lyonu.
Dále v srpnu ve druhém zápase Ligue 1 skóroval proti Ajacciu při domácí výhře 2:0.
Koncem září pomohl jeho výkon k venkovní výhře 4:1 nad Nantes.
Po podzimní polovině sezóny náležel Silva znovu k oporám Pařížanů, kteří díky pevné obraně udrželi čisté konto v 19 z 25 zápasů napříč soutěžemi. Sportovní deník L’Equipe jej v průběhu podzimu sedmkrát zařadil do nejlepší sestavy kola.
První zápas osmifinále Ligy mistrů doma proti Chelsea dne 16. února dopadl výhrou PSG 2:1.
Odveta odehraná dne 9. března dopadla opětovnou výhrou PSG 2:1, které tak postoupilo do čtvrtfinále po souhrnném výsledku 4:2.
Silva se ve dvojutkání musel popasovat s útočníkem soupeře Diegem Costou, který skóroval v odvetě poté, co překonal právě Silvu.
V dubnu si zahrál čtvrtfinálové dvojutkání proti Manchesteru City, které v Paříži vybojovalo remízu 2:2. Srovnání anglického týmu na 2:2 přišlo po společné chybě Silvy a Sergeho Auriera, kteří oba umožnili Fernandinhovi skórovat. Brazilský stoper si v organizaci obranných řad podle Marka Critchleyho (The Independent) nevedl dobře a podobně jako na webu Eurosportu obdržel průměrnou známku 5.
Odvetu v Manchesteru rozhodl soupeřův záložník Kevin De Bruyne, PSG prohrálo 0:1. Silvova hlavička ve druhém poločase donutila k zákroku brankáře Joea Harta, celkový výkon ale podle The Independent stačil opět na průměrnou známku 5.
Tým Laurenta Blanca tak opět skončil v soutěži ve čtvrtfinále.

#### Sezóna 2016/17
Pařížský klub se zpočátku sezóny 2016/17 musel vyrovnat se Silvovou absencí způsobenou zraněním kyčle, v srpnu tak přišel o triumf v superpoháru Trophée des champions 2016 proti Lyonu.
Trenér Unai Emery proto Silvu postrádal v prvních čtyřech zápasech Ligue 1.
Vrátil se pro zápas odehraný 20. září s Dijonem (6. kolo) a pomohl na domácím stadionu vyhrát 3:0.
Doma proti Angers 30. listopadu (15. kolo) otevřel skóre zápasu, který dopadl výhrou Pařížanů 2:0.
Ve čtvrtfinále Ligového poháru Coupe de la Ligue 11. ledna 2017 proti Métám zaručil výhru 2:0 oběma dvěma góly svého mužstva.
Ligová sezóna skončila pro pařížské mužstvo neúspěchem, titul získalo Monako, PSG se umístilo druhé. Sám Thiago Silva patřil k nejlepším hráčům soutěže na svém postu.

#### Sezóna 2017/18
Silva 8. května 2018 odehrál finálové střetnutí Coupe de France s třetiligovým Les Herbiers, ve kterém Pařížané zvítězili 2:0 a prodloužili neporazitelnost na domácí scéně na 42 zápasů.

#### Sezóna 2018/19
První zápas ve skupině „C“ Ligy mistrů proti sobě 18. září 2018 postavil domácí Liverpool a hostující PSG. Střet světových útoků dopadl výhrou domácích 3:2. Sám Silva nezachytil Robertsonův centr na Sturridge, který otevřel skóre po 30 minutách.
Koncem prosince roku 2018 obdržel ocenění pro nejlepšího cizince francouzské ligy za rok 2018 a vystřídal posledního vítěze Edinsona Cavaniho.

#### Sezóna 2019/20
Podruhé v kariéře se stal Silva hráčem měsíce v Ligue 1, a to za výkony v říjnu 2019.
Silva odehrál 300. utkání za PSG dne 7. prosince 2019, ve kterém Pařížané porazili Montpellier v lize 3:1.
Na jaře ve světě vypukla pandemie covidu-19, v případě Francie se však liga nedohrávala a za vítěze bylo předčasně na konci dubna vyhlášeno PSG, jež mělo po 27 kolech náskok 12 bodů na druhé Olympique Marseille.
Společně se spoluhráčem Marcem Verrattim dorovnal rekord v počtu mistrovských titulů ve francouzské nejvyšší ligové soutěži. Sedm titulů během osmi let oba hráče zařadilo po bok jmen jako jsou Hervé Revelli, Jean-Michel Larqué (oba AS Saint-Étienne), Grégory Coupet, Sidney Govou a Juninho (zbylí tři Olympique Lyon).
V polovině června oznámil klubový ředitel Leonardo odchod Thiaga Silvy a Edinson Cavaniho, kteří měli pařížské působení skončit srpnovým turnajem Ligy mistrů v Portugalsku.
Silva, kapitán, s týmem dokráčel do finále odehraného dne 23. srpna 2020, ve kterém Pařížané prohráli 0:1 s Bayernem Mnichov.
Při své finálové derniéře se stal prvním Brazilcem s kapitánskou páskou ve finále Ligy mistrů UEFA nebo jejího předchůdce Poháru mistrů evropských zemí (PMEZ).

### Chelsea

#### Sezóna 2020/21
Thiago Silva se ve 35 letech stal posilou Chelsea, kam zamířil jako volný hráč z Paříže. Stalo se tak na konci srpna roku 2020, v Londýně podepsal jednoroční smlouvu s opcí na další rok.
Pod trenérem Frankem Lampardem debutoval 23. září v Ligovém poháru proti druholigovému Burnsley v zápase, ve kterém Chelsea zvítězila 6:0.
První zápas v Premier League odehrál 26. září proti West Bromwich Albion. Do zápasu vkročil s kapitánskou páskou, ale obrana mužstva po půlhodině hry třikrát inkasovala. Nepovedený Silvův debutový zápas skončil nerozhodně 3:3.
První gól zaznamenal 7. listopadu hlavičkou proti Sheffieldu United při domácí výhře 4:1 (8. kolo).
V průběhu sezóny byl svědkem trenérské změny, když Franka Lamparda nahradil Thomas Tuchel. 4. února Silva odehrál 36 minut na hřišti Tottenhamu, než byl nucen opustit trávník kvůli svalovému zranění. Nahradil jej Andreas Christensen, Chelsea nakonec vyhrála 1:0 (22. kolo).
Druhou sezónu po sobě si zahrál finále Ligy mistrů UEFA, 29. května ale musel být ve 39. minutě kvůli zranění střídán. I bez jeho přítomnosti ale Chelsea porazila Manchester City 1:0.

#### Sezóna 2021/22
Pár dní po triumfu na evropské scéně se klub rozhodl uplatnit opci na prodloužení smlouvy a 4. června 2021 si Chelsea zajistila Silvovy služby i pro sezónu 2021/22. Během 5. kola nového ligového běhu se stal 19. září mužem zápasu londýnského derby na hřišti Tottenhamu, kde pomohl vyhrát 3:0 mimo jiné svým gólem hlavou a prvním gólem sezóny. Rovněž svůj druhý gól si připsal v londýnském derby, proti West Ham United 4. prosince ale nezabránil prohře 2:3 – pro Blues druhé prohře v ligové sezóně. Kromě toho se stal ve věku 37 let a 73 dní nejstarším autorem gólu v klubové historii, když překonal útočníka Didiera Drogbu a Drogbův gól z dubna 2015, kdy bylo Afričanovi 37 let a 49 dní.

## Reprezentační kariéra

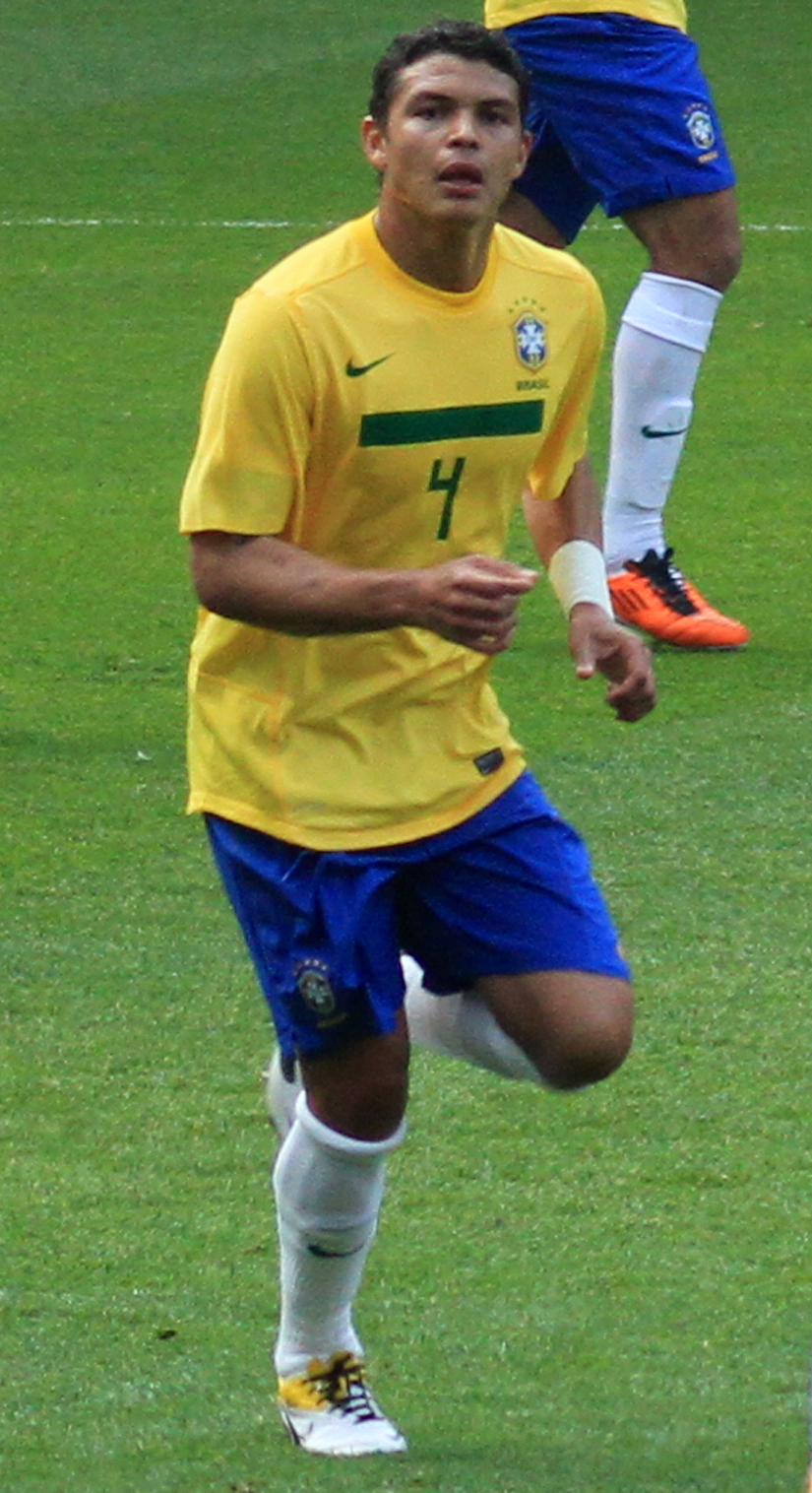
Thiago Silva v reprezentačním zápase proti Skotsku (březen 2011)

V roce 2010 se vměstnal do květnové 23členné nominace trenéra Dungy na Mistrovství světa pořádané Jihoafrickou republikou. Ve druhé části kvalifikace povoláván nebyl, ale výkony za AC Milán Dungu přesvědčily. Všech pět turnajových zápasů strávil bez jedné odehrané minuty na lavičce. Jeho země vypadla ve čtvrtfinále.
V roce 2011 se představil na Copa América a nastoupil do prvního střetu s Venezuelou, ve kterém již po 37 minutách obdržel žlutý karetní trest a sváděl souboje s útočníkem soupeře Tomásem Rincónem v nakonec bezgólovém remízovém zápase. Rovněž druhý skupinový zápas proti Paraguayi skončil nerozhodně 2:2 a rovněž zde hrál Thiago Silva po boku zkušeného stopera Lúcia. Závěrečná výhra 4:2 nad Ekvádorem posunula Brazílii do vyřazovacích bojů. Silvovy skupinové výkony vyzdvihl např. server thehardtackle.com. Konečnou se stalo čtvrtfinále 17. července, Brazílie ani napodruhé na Paraguayi nestačila a tentokrát podlehla 0:2 v penaltovém rozstřelu. Prvním Brazilcem, co neproměnil penaltu, byl Thiago Silva.
Zúčastnil se Konfederačního poháru FIFA 2013 v Brazílii, kde brazilský tým získal zlaté medaile po vítězství 3:0 ve finále nad Španělskem.
Trenér Luiz Felipe Scolari jej vzal na domácí Mistrovství světa 2014 v Brazílii. V semifinále proti Německu (drtivá porážka 1:7) kvůli dvěma žlutým kartám citelně chyběl. Brazilci obsadili konečné čtvrté místo a zůstali bez medaile.
Znovuzvolení trenéra Dungy připravilo Silvu zprvu o kapitánskou pásku (přidělenou Neymarovi) a posléze o jistotu v základní sestavě. Jihoamerickou Copu América 2015 odstartoval na lavičce, na jeho úkor se Peru postavili stopeři David Luiz a João Miranda. Brazílie v úvodu vyhrála 2:1, chyba Davida Luíze však Dungu přiměla nasadit proti Kolumbii Thiaga Silvu. Ve třetím rozhodujícím skupinovém zápase proti Venezuele dal při výhře 2:1 gól z voleje. Postup do čtvrtfinále proti sobě postavil Brazílii a Paraguay. Po prodloužení došlo na penaltový rozstřel, ve kterém neuspěla Brazílie. Mezi elitní pěticí prvních brazilských exekutorů penalt Thiago Silva opět nefiguroval. Brazilský fotbalový expert Lédio Carmona to pro SporTv okomentoval následujícími slovy: „Thiago Silva byl znovu zdolán jeho vlastními nervy v rozhodujícím okamžiku pro Seleção.“ Po turnaji jej Dunga během podzimu nepovolával na reprezentační srazy. Gregor Vasconcelos označil Thiaga Silvu za „obětního beránka“ brazilských neúspěchů ve článku pro FourFourTwo.
V průběhu května 2018 byl nominován na Mistrovství světa v Rusku. Trenér Tite jej 17. června zahrnul do základní sestavy pro úvodní střetnutí se Švýcarskem, ve kterém Brazílie uhrála remízu 1:1, poté co její obrana dovolila soupeři srovnat z rohového kopu. O pět dní později nasadil kapitánskou pásku a vedl národní tým k výhře 2:0 nad Kostarikou. Ve třetím skupinovém zápase proti Srbsku 27. června skóroval a jeho gól podpořil postupovou výhru 2:0 a první místo ve skupině. Brazílie se přes Mexiko přehoupla do čtvrtfinále, během něhož 6. července změřila síly s Belgií. Pokus Thiaga Silvy zastavila branková konstrukce a Belgie i díky této nevyužité příležitosti 2:1 vyhrála. Později se jako jediný Brazilec vměstnal do nejlepšího výběru šampionátu podle fanoušků hlasujících na webu FIFA.com i díky třem čistým kontům v pěti zápasech a takřka 94% úspěšnosti přihrávek, v níž jej na šampionátu předstihl z obránců jen John Stones.
V roce 2019 reprezentoval svoji zemi na Copa América, již uspořádala právě Brazílie. Navzdory počátečním výkyvům – bezgólovému prvnímu poločasu proti Bolívii a bezgólové remíze proti Venezuele – a následnému pískotu vlastních fanoušků se Brazílie dostala do playoff. V semifinále pomohl 3. července porazit 2:0 tradičního rivala v podobě Argentiny. Na turnaji Thiago Silva odehrál plnou minutáž a nechyběl tak ani ve finále na stadionu Maracanã 7. července, kde se domácí postavili Peru. Peruánci vsítili gól z Guerrerovy penalty po Silvově hře rukou během skluzu. Přesto po boku svého klubového kolegy Marquinhose pomohl vyhrát 3:1 a připsat si poprvé triumf na jihoamerickém mistrovství, na kterém Brazílie uspěla po 12 letech. Se čtyřmi spoluhráči byl později jmenován do nejlepší sestavy turnaje.
V roce 2021 se ukázal na dalším turnaji Copa América opět uspořádaném Brazílií. Pro úvodní souboj s Venezuelou 13. června byl s ohledem na předchozí zranění preventivně ponechán na lavičce a i bez něj Titeho svěřenci nad soupeřem 3:0 vyhráli. Proti Peru o pět dní později již hrál a podpořil výhru 4:0, čímž obhajující Brazilci podeváté v řadě vyhráli a pošesté v řadě vyhráli s čistým kontem. Po postupu ze skupiny a jednogólových výhrách nad Chile a Peru ve vyřazovacích bojích čelil Silva se spoluhráči ve finále dne 11. července Argentině. Druhou trofej nepřidal, neboť domácí svému rivalovi podlehli 0:1 a připsali si první prohru od mistrovství světa.

### Statistika na velkých turnajích
| Reprezentace | Rok  | Zápasy                     | Zápasy | Zápasy     | Zápasy           | Zápasy           | Zápasy            |
| Reprezentace | Rok  | Fáze turnaje               | Datum  | Soupeř     | Odehraných minut | Vstřelené branky | Výsledek          |
| ------------ | ---- | -------------------------- | ------ | ---------- | ---------------- | ---------------- | ----------------- |
| Brazílie     | 2010 | Neodehrál žádné z 5 utkání |        |            |                  |                  |                   |
| Brazílie     | 2011 | 1. zápas ve skupině        | 3. 7.  | Venezuela  | 90               | 0                | 0:0               |
| Brazílie     | 2011 | 2. zápas ve skupině        | 9. 7.  | Paraguay   | 90               | 0                | 2:2               |
| Brazílie     | 2011 | 3. zápas ve skupině        | 14. 7. | Ekvádor    | 90               | 0                | 4:2               |
| Brazílie     | 2011 | Čtvrtfinále                | 17. 7. | Paraguay   | 120              | 0                | 0:0 (0:2 na pen.) |
| Brazílie     | 2014 | 1. zápas ve skupině        | 11. 6. | Chorvatsko | 90               | 0                | 3:1               |
| Brazílie     | 2014 | 2. zápas ve skupině        | 17. 6. | Mexiko     | 90               | 0                | 0:0               |
| Brazílie     | 2014 | 3. zápas ve skupině        | 23. 6. | Kamerun    | 90               | 0                | 4:1               |
| Brazílie     | 2014 | Osmifinále                 | 28. 6. | Chile      | 120              | 0                | 1:1 (3:2 na pen.) |
| Brazílie     | 2014 | Čtvrtfinále                | 4. 7.  | Kolumbie   | 90               | 1                | 2:1               |
| Brazílie     | 2014 | Zápas o 3. místo           | 12. 7. | Nizozemí   | 90               | 0                | 0:3               |
| Brazílie     | 2015 | 2. zápas ve skupině        | 18. 6. | Kolumbie   | 90               | 0                | 0:1               |
| Brazílie     | 2015 | 3. zápas ve skupině        | 21. 6. | Venezuela  | 90               | 1                | 2:1               |
| Brazílie     | 2015 | Čtvrtfinále                | 27. 6. | Paraguay   | 90               | 0                | 1:1 (3:4 na pen.) |
| Brazílie     | 2018 | 1. zápas ve skupině        | 17. 6. | Švýcarsko  | 90               | 0                | 1:1               |
| Brazílie     | 2018 | 2. zápas ve skupině        | 22. 6. | Kostarika  | 90               | 0                | 2:0               |
| Brazílie     | 2018 | 3. zápas ve skupině        | 27. 6. | Srbsko     | 90               | 1                | 2:1               |
| Brazílie     | 2018 | Osmifinále                 | 2. 7.  | Mexiko     | 90               | 0                | 2:0               |
| Brazílie     | 2018 | Čtvrtfinále                | 6. 7.  | Belgie     | 90               | 0                | 1:2               |
| Brazílie     | 2019 | 1. zápas ve skupině        | 15. 6. | Bolívie    | 90               | 0                | 3:0               |
| Brazílie     | 2019 | 2. zápas ve skupině        | 19. 6. | Venezuela  | 90               | 0                | 0:0               |
| Brazílie     | 2019 | 3. zápas ve skupině        | 22. 6. | Peru       | 90               | 0                | 5:0               |
| Brazílie     | 2019 | Čtvrtfinále                | 28. 6. | Paraguay   | 90               | 0                | 0:0 (4:3 na pen.) |
| Brazílie     | 2019 | Semifinále                 | 3. 7.  | Argentina  | 90               | 0                | 2:0 (4:3)         |
| Brazílie     | 2019 | Finále                     | 7. 7.  | Peru       | 90               | 0                | 3:1               |

## Úspěchy

### Klubové
- 1× vítěz italské ligy (2010/11)
- 7× vítěz francouzské ligy (2012/13, 2013/14, 2014/15, 2015/16, 2017/18, 2018/19, 2019/20)
- 1× vítěz brazilského poháru (2007)
- 5× vítěz francouzského poháru (2014/15, 2015/16, 2016/17, 2017/18, 2019/20)
- 6× vítěz francouzského ligového poháru (2013/14, 2014/15, 2015/16, 2016/17, 2017/18, 2019/20)
- 1× vítěz italského superpoháru (2011)
- 7× vítěz francouzského superpoháru (2013, 2014, 2015, 2016, 2017, 2018, 2019)
- 1× vítěz Ligy mistrů UEFA – 2020/21

### Reprezentační
- 2× na OH (2008 - bronz, 2012 - stříbro)
- 3× na MS (2010, 2014, 2018)
- 3× na CA (2011, 2015, 2019 - zlato)
- 1× na Konfederačním poháru FIFA (2013 - zlato)[74]

### Individuální
- 10× All Stars Team ligy (2007, 2011, 2012, 2013, 2014, 2015, 2016, 2017, 2018, 2019)[zdroj?]
- Tým roku podle UEFA – 2011,[117] 2012,[6] 2013[15]
- Tým roku Serie A – 2010/11,[118] 2011/12[119]
- Tým roku Ligue 1 podle UNFP – 2012/13,[120] 2013/14,[121] 2014/15,[122] 2015/16,[123] 2016/17,[124] 2017/18,[125] 2018/19[126]
- Hráč měsíce Ligue 1 podle UNFP – březen 2013,[127] říjen 2019[127]
- Světová jedenáctka FIFA FIFPro – 2013,[128] 2014,[129] 2015[130]
- 2× All Stars team MS (2014, 2018)
- 1× All Stars team Copa América (2019)

## Hráčské klubové statistiky a přestupy

### Klubové statistiky
| Sezóna  | Klub                | Liga                  | Liga   | Liga | Ligové poháry | Ligové poháry | Ligové poháry | Kontinentální poháry | Kontinentální poháry | Kontinentální poháry | Celkem | Celkem |
| Sezóna  | Klub                | Soutěž                | Zápasy | Góly | Soutěž        | Zápasy        | Góly          | Soutěž               | Zápasy               | Góly                 | Zápasy | Góly   |
| ------- | ------------------- | --------------------- | ------ | ---- | ------------- | ------------- | ------------- | -------------------- | -------------------- | -------------------- | ------ | ------ |
| 2004    | EC Juventude        | Série A               | 18     | 3    | BP            | 1             | 0             | -                    | 0                    | 0                    | 19     | 3      |
| 2004/05 | FC Porto B          | Segunda Divisão       | 14     | 0    | -             | 0             | 0             | -                    | 0                    | 0                    | 14     | 0      |
| 2005    | FK Dynamo Moskva    | Premier Liga          | 0      | 0    | -             | 0             | 0             | -                    | 0                    | 0                    | 0      | 0      |
| 2006    | Fluminense FC       | Camp. Carioca+Série A | 4+31   | 0+0  | BP            | 8             | 0             | JAP                  | 4                    | 0                    | 47     | 0      |
| 2007    | Fluminense FC       | Camp. Carioca+Série A | 11+30  | 0+5  | BP            | 12            | 3             | -                    | 0                    | 0                    | 53     | 8      |
| 2008    | Fluminense FC       | Camp. Carioca+Série A | 14+20  | 3+1  | -             | 0             | 0             | PO                   | 12                   | 2                    | 46     | 6      |
| 2009/10 | AC Milán            | Serie A               | 33     | 2    | IP            | 0             | 0             | LM                   | 7                    | 0                    | 40     | 2      |
| 2010/11 | AC Milán            | Serie A               | 33     | 1    | IP            | 3             | 0             | LM                   | 6                    | 0                    | 42     | 1      |
| 2011/12 | AC Milán            | Serie A               | 27     | 2    | IP+IS         | 2+1           | 0             | LM                   | 7                    | 1                    | 37     | 3      |
| 2012/13 | Paris Saint-Germain | Ligue 1               | 22     | 0    | FP+FLP        | 1+2           | 0+1           | LM                   | 9                    | 2                    | 34     | 3      |
| 2013/14 | Paris Saint-Germain | Ligue 1               | 28     | 3    | FP+FLP+FS     | 2+4+1         | 0             | LM                   | 7                    | 0                    | 42     | 3      |
| 2014/15 | Paris Saint-Germain | Ligue 1               | 26     | 1    | FP+FLP+FS     | 5+3+0         | 0             | LM                   | 6                    | 1                    | 40     | 2      |
| 2015/16 | Paris Saint-Germain | Ligue 1               | 30     | 1    | FP+FLP+FS     | 4+2+1         | 0             | LM                   | 9                    | 0                    | 46     | 1      |
| 2016/17 | Paris Saint-Germain | Ligue 1               | 27     | 3    | FP+FLP+FS     | 3+3+0         | 1+2+0         | LM                   | 7                    | 0                    | 40     | 6      |
| 2017/18 | Paris Saint-Germain | Ligue 1               | 25     | 1    | FP+FLP+FS     | 5+2+1         | 0             | LM                   | 6                    | 0                    | 39     | 1      |
| 2018/19 | Paris Saint-Germain | Ligue 1               | 25     | 0    | FP+FLP+FS     | 4+2+1         | 0             | LM                   | 7                    | 0                    | 39     | 0      |
| 2019/20 | Paris Saint-Germain | Ligue 1               | 21     | 0    | FP+FLP+FS     | 3+1+1         | 0             | LM                   | 9                    | 0                    | 33     | 0      |
| 2020/21 | Chelsea FC          | Premier League        | ?      | ?    | AP+ALP        | ?+?           | ?+?           | LM                   | ?                    | ?                    | ?      | ?      |
| Celkově | Celkově             | Celkově               | 439    | 26   | -             | 80            | 7             | -                    | 96                   | 6                    | 613    | 39     |

### Přestupy
- z EC Juventude do FC Porto za 2 500 000 eur
- z FC Porto do Dynama Moskva za 3 500 000 eur
- z Fluminense FC do AC Milán za 10 000 000 eur
- z AC Milán do Paris Saint-Germain za 42 000 000 eur
- z Paris Saint-Germain do Chelsea FC zadarmo
- z Chelsea FC do Fluminense FC zadarmo